# Atlantis - L'impero perduto
Atlantis - L'impero perduto (Atlantis: The Lost Empire) è un film d'animazione del 2001 diretto da Gary Trousdale e Kirk Wise. Scritto da Tab Murphy e prodotto da Don Hahn, è considerato il 41º Classico Disney secondo il canone ufficiale.
Il film è ambientato nel 1914 a Washington, da cui parte una spedizione per individuare la leggendaria città perduta di Atlantide (Atlantis in inglese). È una storia fantastica che prende larga ispirazione dal romanzo Ventimila leghe sotto i mari di Jules Verne e dalla storia di Atlantide narrata da Platone.
È stato filmato su pellicola di formato 70mm, evento che non accadeva in un film d'animazione Disney da Taron e la pentola magica del 1985. La lingua e l'alfabeto atlantideo sono stati ideati da Marc Okrand, autore anche della lingua dei Klingon in Star Trek.
Il film ha avuto un sequel direct-to-video intitolato Atlantis - Il ritorno di Milo (2003), originariamente destinato a costituire parte di una serie televisiva animata mai completata chiamata Team Atlantis.

## Trama
In un tempo remoto, un'esplosione e un enorme tsunami si scatenano nell'oceano Atlantico. La gigantesca onda si dirige verso Atlantide, città molto avanzata, dove già era nota e applicata la moderna corrente elettrica. Alcuni automi in pietra proteggono il centro della città mediante un campo di forza, alimentato da un misterioso artefatto posto sopra la città, il quale chiama a sé la regina. La donna lascia indietro la figlia piccola Kida e suo marito, fondendosi con l'oggetto. Così la parte di città protetta dalla barriera di energia si salva, sprofondando, mentre la porzione restante dell'impero viene distrutta dalle acque.
Nel 1914, a Washington, Milo Thatch è un giovane linguista, che lavora come tuttofare all'Istituto di ricerca Smithsonian. Conduce i suoi studi su Atlantide tra una pausa e l'altra del suo lavoro di manutenzione della caldaia. Le sue indagini lo hanno condotto ad individuare il possibile luogo dove sarebbe nascosto il "Diario del Vecchio Pastore", un manoscritto che mostrerebbe una via per arrivare ad Atlantide. Dopo che la sua ennesima richiesta di finanziamento per i suoi studi viene rifiutata, una donna misteriosa, tale Helga Sinclair, si introduce in casa sua e invita il giovane a seguirla da Preston B. Whitmore, un eccentrico miliardario che, per saldare un debito che aveva con il nonno di Milo, Thaddeus Thatch, decide di organizzare una spedizione alla ricerca di Atlantide. Whitmore aveva già organizzato in passato una spedizione che aveva trovato il Diario del Vecchio Pastore, ma la morte del nonno di Milo Thatch aveva interrotto i piani per la ricerca del continente perduto.
La spedizione per Atlantide è finanziata da Whitmore e guidata dal comandante Lyle Rourke, lo stesso militare che aveva guidato la precedente missione durante la quale era stato ritrovato il diario, e da Helga stessa. Milo parte a bordo del colossale sottomarino Ulysses, pur essendo poco abituato alla vita militare, e fa conoscenza dei membri dell'equipaggio: Vincenzo Santorini, l'esperto di esplosivi; Audrey Ramirez, il capo meccanico; Gaetan Molière, geologo e pilota della scavatrice; il dottor Joshua Dolce; il cuoco Cookie e la signora Packard delle comunicazioni.
Giunto nei pressi di un cimitero delle navi sul fondo dell'oceano, l'Ulysses viene aggredito dal Leviatano, gigantesco automa che danneggia e, infine, distrugge il sottomarino. Nonostante i protagonisti riescano a fuggire con dei mini-sommergibili e a raggiungere la fine del percorso sottomarino fino al punto di sbarco, le perdite sono molto gravi.
Dopo aver affrontato molti pericoli e un lungo tragitto e seguendo le indicazioni del diario, la spedizione arriva vicino all'entrata della mitica città. Qui il gruppo, dopo l'iniziale scetticismo, comincia ad accettare Milo tra loro, arrivando a fraternizzare e raccontarsi le loro storie. Durante la sosta, però, alcune lucciole attaccano l'accampamento, incendiandolo. La spedizione fugge, ma l'esplosione di uno dei camion del carburante fa cadere tutti nel cratere di un vulcano dormiente. Milo, durante la caduta, viene separato dagli altri ed è avvicinato da alcuni cacciatori atlantidei, che curano Milo ma fuggono immediatamente all'avvicinarsi del resto della spedizione. Inseguendoli, Milo e il gruppo trovano finalmente la città di Atlantide. La principessa Kida, che era a capo del gruppo di esploratori con cui la spedizione è venuta in contatto, li porta dal padre, il re di Atlantide Kashekim Nedakh, poiché è convinta che possano aiutarli: la città infatti è decadente e sull'orlo della rovina.
Il padre della principessa ordina al gruppo di lasciare al più presto il suo regno, poiché sente che la loro presenza non porterà nulla di buono. Il re però accoglie la richiesta di Rourke di restare per una notte a rifocillarsi per prepararsi al viaggio di ritorno. Il gruppo vuole scoprire di più, e l'unica del posto disposta a collaborare con loro è la principessa, pertanto Milo viene incaricato di parlare con lei, in quanto unico a conoscere la sua lingua. Kida e Milo si aiutano a vicenda: lei gli racconta aneddoti della loro storia e lui decifra le incisioni di cui è costellata la città, poiché né lei né nessun atlantidese sa leggere. Nel giro di poche ore i due si avvicinano, la principessa perché affascinata dalle capacità del ragazzo e la sua conoscenza, e il cartografo per la personalità e la bellezza della "giovane" (ha infatti 8800 anni). Alla fine, attraverso un gigantesco mosaico sommerso, i due scoprono l'esistenza del "Cuore di Atlantide", un gigantesco cristallo che Kida scambiò per una stella e che fornisce poteri e longevità ai cittadini di Atlantide tramite cristalli più piccoli. Milo non capisce però perché una cosa così importante nel diario non sia scritta, ricordandosi che l'argomento era sì trattato, ma si interrompeva bruscamente come se mancasse una pagina.
Quando Milo riemerge dall'acqua con Kida i due trovano ad attenderli il capitano Rourke con l'intera spedizione armata fino ai denti, che li accerchiano e catturano Kida. Rourke mostra a Milo la pagina mancante del diario che narra della natura del "Cuore di Atlantide", rivelando che da quando aveva trovato il diario era desideroso di impossessarsi del cristallo per rivenderlo al miglior offerente. Dopo aver sferrato un poderoso pugno allo stomaco del re, Rourke riesce a capire che il favoloso tesoro è nascosto sotto la città. Giungono poi nella camera dove è custodito il Cuore di Atlantide, il quale chiama a sé Kida, fondendosi con lei.
Rourke fa rinchiudere Kida in una gabbia di metallo, preparandosi a portarla via. Gli amici di Milo, consapevoli che in questo modo avrebbero compromesso la città degli Atlantidesi poiché il cristallo rappresentava la sorgente di vita che permetteva alla città di sopravvivere, abbandonano la loro idea di arricchirsi e, schierandosi con Milo, accusano Rourke di essere interessato solo ai soldi al punto di passare sopra delle persone. Il capitano, non volendo sentire ragioni, si allontana col cristallo assieme a Helga, distruggendo il ponte che collega Atlantide all'esterno.
Il re, morente, spiega a Milo la vera natura della gemma e la storia di Atlantide. Il cristallo è in qualche modo un essere vivente, fatto di energia e dotato di coscienza propria: egli si alimenta delle emozioni collettive della popolazione di Atlantide, donando in cambio energia, protezione e un'eccezionale longevità agli atlantidesi, sviluppando così una sorta di coscienza. Il re tuttavia è colto dai sensi di colpa, poiché 8.800 anni fa Atlantide fu inabissata a causa delle sue azioni, per avere cercato di usare il potere del cristallo come arma da guerra; ma il potere sprigionato fu troppo potente e causò la rovina della città. Il re fece quindi rinchiudere il cristallo sotto la città, per evitare che la storia potesse ripetersi. Spiega anche che nei momenti critici, il cristallo sceglie una persona di sangue reale con cui fondersi per proteggere sé stesso e la sua gente; se Kida dovesse restare fusa per troppo tempo con il cristallo, l'energia la consumerebbe, perdendosi per sempre.
Prima di morire dona al giovane il proprio cristallo e gli chiede di salvare sia Atlantide che sua figlia. Milo, aiutato dal resto della truppa, mette in funzione le antiche macchine di Atlantide e parte verso il vulcano all'interno del quale Rourke e Helga hanno preparato un dirigibile al quale hanno agganciato il container con all'interno Kida. Inizia un violento combattimento tra i soldati di Rourke e gli amici di Milo, il quale riesce a lanciarsi contro il dirigibile e distruggere uno dei palloni.
Il dirigibile perde quota e Rourke scaraventa Helga fuori dal cestello per alleggerire il carico. Sopravvissuta alla caduta, prima di morire, Helga usa le sue ultime energie per sparare un razzo segnaletico che colpisce il dirigibile, danneggiandolo irreparabilmente. Milo affronta Rourke, e durante lo scontro riesce a ferirlo con un frammento di vetro imbevuto dell'energia del cristallo. Rourke si trasforma in una statua di cristallo vivente e viene distrutto dall'elica del dirigibile.
Il mezzo però cade sul letto del vulcano, causandone il risveglio: Milo aggancia il container a uno degli apparecchi dei suoi compagni e insieme volano fino alla città. Il vulcano erutta e la lava scorre verso Atlantide, ma Kida viene liberata e si serve del potere del Cuore di Atlantide per proteggere nuovamente la città: le statue di pietra rianimate creano un nuovo campo di forza.
Così Atlantide viene salvata e Milo, innamoratosi nel frattempo della regina Kida, decide di restare, mentre tutti gli altri partecipanti della spedizione tornano in superficie.
Una volta rientrati a casa, i sopravvissuti (divenuti in effetti ricchi grazie ai tesori donati loro dagli Atlantidesi), scelgono di tenere segreta sia la scoperta di Atlantide, sia la decisione di Milo, e concordano una versione della vicenda che spieghi la scomparsa di Rourke, Helga e Milo e che descriva la spedizione come un fallimento totale. L'unico informato dei fatti è il signor Whitmore, al quale Milo dona un cristallo di Atlantide. Al termine del "funerale" del re, la scultura del suo volto su una maschera di pietra si unisce a quelle dei re del passato, per proteggere il "Cuore di Atlantide".

## Personaggi

### Membri della spedizione
- Milo ([ˈmaɪlo]) James Thatch è il protagonista del film. Magro, occhialuto e goffo, è un ragazzo dal carattere onesto, coraggioso, intelligente, altruista e di buon cuore. Lavora come addetto alle caldaie della Smithsonian Institution di Washington, ma sin dall'inizio del film mostra di possedere un bagaglio di conoscenze molto ampio. Si considera un filosofo nel senso lato del termine e ha capacità di archeologo, linguista, cartografo e idraulico. È anche un esperto di caldaie di serie Yumak (in particolare la Yumak B54/813). Di tutti i membri dell'equipaggio è l'unico a capire, leggere ed a parlare, anche se poco (Kida definisce il suo accento rozzo e provinciale) l'Atlantidiano, tanto da catalogarne la grammatica definendola simile a "latino sovrapposto al sumero e a un pizzico di tessalonicese". Poco a poco sviluppa dei sentimenti nei confronti della principessa Kida, ricambiato esplicitamente alla fine del film, sposandola e divenendo il dodicesimo re di Atlantide (come mostrano i vari volti attorno al cristallo, che con il vecchio re diventano undici). Dai contenuti extra dell'edizione in DVD si apprende che il suo primo interesse amoroso si chiamava Lisa McGrath, che si è diplomato alla Buford Beaumont High School all'età di 11 anni, che accettò (e rifiutò) l'ammissione all'Università di Harvard, Yale e Princeton nel 1895, e si iscrisse all'Università di Oxford nel 1896. Provò a farsi ammettere a diverse attività universitarie, venendo respinto da gruppi sportivi come il canottaggio, tiro con l'arco, e il cricket per le sue scarse abilità fisiche (ciononostante nel film dimostra di essere un bravo nuotatore e di saper trattenere bene il fiato sott'acqua), venendo però ammesso ai gruppi di dibattito e di scacchi per la sua intelligenza. Il personaggio potrebbe essere ispirato al dottor Daniel Jackson di Stargate, con il quale condivide alcune caratteristiche, come l'essere deriso dalla comunità scientifica per le sue teorie e la sua decisione di rimanere in un luogo mitico dopo essersi innamorato di una nativa di tale luogo.
- Comandante Lyle Tiberius Rourke è il principale antagonista del film. Era il comandante di una precedente missione in Islanda alla quale prese parte il nonno di Milo Thatch. Nel 1914 viene assunto da Preston B. Whitmore in un'altra spedizione ad Atlantide con la sua seconda in comando Helga Katrina Sinclair. Nonostante per la maggior parte del film sembri un uomo quantomeno onesto, alla fine si rivela un individuo avido, cinico, spietato, violento e crudele, pronto a vendere il Cuore di Atlantide al miglior offerente, pur sapendo di condannare a morte un'intera civiltà. Dopo che Kida si è fusa con il Cuore, parte con Helga e i suoi soldati, ma i cittadini di Atlantide, Milo e il resto della squadra lo inseguono in un cratere vulcanico. Rourke tenta di scappare in una mongolfiera e lancia Helga per "alleggerire il peso", mentre combatte Milo con un'ascia, viene graffiato da un frammento di cristallo e si trasforma in una statua vivente che attacca Milo. Viene distrutto dall'elica metallica della mongolfiera. Dai contenuti extra dell'edizione in DVD si apprende che è un militare pluridecorato, anche se è stato indagato per uso eccessivo della violenza e per aver giustiziato dei prigionieri senza motivo, e che ha insegnato tecniche di sopravvivenza nelle accademie militari. In passato ha guidato spedizioni archeologiche in Egitto, Sudamerica, Antartide.
- Tenente Helga Katrina Sinclair è l'antagonista secondaria del film. Atletica, affascinante e sarcastica, è l'assistente personale di Preston Whitmore nonché seconda in comando della spedizione. A differenza dei mercenari e di Rourke, è sinceramente stupita dal fatto che la civiltà di Atlantide sia riuscita in qualche modo a sopravvivere al maremoto e ha sinceramente paura del cristallo. Rimarrà comunque fedele a Rourke, che per provare a fuggire la scaraventa giù dalla mongolfiera. Usando le ultime forze, riesce a sparare con una pistola lanciarazzi alla mongolfiera per vendetta. Dai contenuti extra dell'edizione in DVD si apprende che viene da una famiglia di militari ed è esperta in ogni tipo di combattimento, sia all'arma bianca che a mani nude, e nell'uso di diverse armi da fuoco, e che ha studiato tecniche strategiche militari.
- Dr. Joshua Strongbear Dolce è il medico della spedizione. Figlio di una indiana Arapaho e di un medico militare afroamericano, è spavaldo, ma anche allegro, onesto e premuroso. Ha prestato servizio come medico militare in cavalleria. È ottimista, sicuro delle sue capacità e lega quasi subito con Milo. Era già presente nella vecchia spedizione in Islanda ed è il primo a ribellarsi contro Rourke, quando vede quest'ultimo tirare un pugno allo stomaco del re di Atlantide, che muore successivamente per emorragia interna. È anche un incredibile buongustaio: mangia qualunque cosa gli mettano in tavola, viva o meno, ma odia il pesce. Ciononostante non osa gustare i piatti di Cookie. Inoltre è l'unico, insieme a Audrey, a conoscere la storia di Molière. Dai contenuti extra dell'edizione in DVD si apprende che ha due dottorati (in Medicina e Botanica), che è stato medico militare in cavalleria e dottore personale di Theodore Roosevelt durante le campagne di Kettle e San Juan, oltre ad aver curato da volontario i feriti di entrambi gli schieramenti in guerra a Cuba; ha studiato anche la medicina ayurvedica in India, quella tropicale in Costa d'Avorio e Veterinaria in Oklahoma.
- Audrey Rocho Ramirez è una ragazza portoricana dotata di un carattere molto forte. Nonostante la giovane età, è il capo meccanico della spedizione: ha dimestichezza con tutti i tipi di motore. All'inizio del film considera Milo un imbecille, ma col passare dell'avventura impara ad apprezzarlo, ed è la seconda, dopo Dolce, a ribellarsi al capitano Rourke. Ha una sorella che pratica la Boxe e che si batte per il titolo, e un padre ex-capo meccanico che ha preso parte alla precedente spedizione in Islanda e che gestisce un'officina. Una delle sue ambizioni è di aprire un'officina tutta sua vicino a quella del padre ed è l'unica, insieme a Dolce, a conoscere la storia di Molière. Adotterà anche il gatto di Milo, poiché il suo proprietario ha deciso di rimanere nel continente perduto. Dai contenuti extra dell'edizione in DVD si scopre che già da bambina era un prodigio della meccanica e che è diventata meccanico per la Ford a soli nove anni.
- Gaetan Molière[1] detto "Mole" (cioè "talpa") nel doppiaggio originale, è il geologo della spedizione, oltre che pilota incaricato della gigantesca trivella che fa parte del convoglio. È nato in Francia e possiede dei tratti somatici che lo fanno assomigliare ad una talpa. Come persona è antipatico a tutti, soprattutto per la sua rozzezza, il suo vizio di voler sempre avere a che fare con la terra (tanto da collezionare campioni di terra di tutto il mondo e dormire in una buca scavata da lui stesso) e perché è restio a ogni concetto di pulizia e igiene (fugge istericamente quando Dolce lo minaccia con una saponetta), ma dimostra una tale competenza nel suo campo da ricostruire l'intera storia di Milo analizzando un campione di terra prelevatogli da sotto le unghie. È allegro e molto infantile (ha un peluche a forma di talpa), patriottico (ha fotografie di Parigi sul pannello di controllo della trivella, preferisce le escargots agli involtini primavera e dorme con un pigiama con i colori della bandiera francese) e ha una vera ossessione per gli scavi: quando gli viene detto che probabilmente non ci sarebbe stato bisogno di scavare va a lamentarsi da Helga, ed è entusiasta quando la spedizione è costretta a servirsi della trivella per superare un ostacolo. Indossa sempre una mascherina telescopica con tanto di lampadina. Oltretutto è l'unico che mangia, con vero piacere, i pasti preparati da Cookie. Il suo soprannome in originale è "Mole" (dall'inglese "talpa"). Non viene mai fatto cenno alla sua storia (che conoscono solo Audrey e Dolce) e, a detta di Dolce, "è meglio non saperla". Nel film Atlantis - Il ritorno di Milo però Audrey, per rispondere ad un'osservazione di Kida su di lui, si fa scappare la frase "Tu non sei stata allevata da topi e talpe". Nei contenuti espansi dell'edizione in DVD si scopre che Molière è figlio di due insegnanti, ma ha iniziato fin da bambino a esplorare le fogne di Parigi e a interessarsi di geologia e tettonica, e che ha personalmente inventato e brevettato decine di congegni per il lavoro e lo studio della terra. È in grado di identificare la provenienza della terra semplicemente gustandola e pare si nutra di radici, animali sotterranei e insetti (oltre che dei piatti di Cookie).
- Vincenzo "Vinny" Santorini è l'esperto in demolizioni ed esplosivi. Di evidenti origini siciliane, viene fatto evadere da una prigione turca su richiesta di Whitmore. Il suo carattere è molto pragmatico, schietto e diretto all'essenzialità e fa spesso battute taglienti. Con sé porta sempre uno o due esplosivi e indossa una conchiglia protettiva e un'armatura. Secondo quanto da lui raccontato, prima era un fioraio, quando nel negozio davanti al suo scoppiò una caldaia che lo travolse, facendo nascere in lui la passione nelle esplosioni. All'inizio del film non parla molto con Milo, anche se ciò non gli impedisce di giocargli scherzi, anche piuttosto pesanti, insieme a Molière, o di prenderlo in giro. Verso la fine tuttavia si unirà anch'esso al cartografo per fermare Rourke, scoprendo, durante l'assalto al comandante, l'incredibile potenza di fuoco dei pesci-automi volanti. Il suo cognome è un riferimento ad uno dei possibili luoghi in cui potrebbe trovarsi la città di Atlantide: l'isola greca Santorini (che fu infatti distrutta da un'eruzione vulcanica). Dai contenuti extra dell'edizione in DVD si apprende che è un chimico autodidatta, che ha conseguito due lauree per corrispondenza in prigione e che ha lavorato come esperto di esplosivi per alcuni imprenditori italiani.
- Wilhelmina Bertha Packard è una donna molto anziana, telegrafista e addetta agli apparecchi di trasmissione (che però usa per comunicare con l'amica Marge); è del tutto apatica, tanto da leggere una rivista mentre l'Ulysses è sotto attacco. Si presta anche a documentare tramite fotografie la spedizione (risultando pure piuttosto brava). Durante la missione indossa sempre un completo di tipo militare, un elmetto e le cuffie. Fuma in maniera ossessiva sigarette (gliene si può notare sempre una in bocca) e afferma di non possedere più il senso del gusto. Di carattere è pessimista, come si evince dalla frase che ripete spesso nel film Tanto moriremo tutti, anche se ciò non le impedisce di ribellarsi a Rourke e fare la cosa giusta. Nei contenuti extra dell'edizione in DVD si scopre che è una pioniera delle telecomunicazioni, avendo lavorato con Mahlon Loomis, Nathan Stubblefield e Guglielmo Marconi, e che è stata sposata ben undici volte (due volte vedova).
- Jebidiah Allerdyce "Cookie" Farnsworth è il cuoco di truppa, ma il suo talento culinario è in realtà scarsissimo. Il suo untissimo "menù", di cui va orgogliosissimo, assomiglia ad una dieta tipica delle trincee della Guerra di Secessione o da Far West: elenca come «quattro principali gruppi alimentari» fagioli, pancetta, whisky e lardo, tutti alimenti spesso usati in guerra grazie al loro lungo tempo di conservazione, definisce "scemenze" le spezie aggiunte da Helga alla sua dispensa (come la cannella e l'origano) e ignora cosa siano il coriandolo e la lattuga. Guida una cucina mobile, un singolare mezzo di trasporto che somiglia in tutto e per tutto a un carro conestoga, ma con un motore al posto dei cavalli, e ha sul petto un tatuaggio con «tutti i trentotto Stati dell'Unione». Alla fine del film donerà a Milo il grasso di porco conservato da tutto il viaggio. Nei contenuti extra dell'edizione in DVD si scopre che Cookie ha un passato da cuoco dell'esercito (cucinò per il generale Sheridan ad Appomattox) e che era rinomato perché «in grado di sfamare intere legioni senza alcuna scorta di cibo», data la sua abilità nel fare rifornimento di generi alimentari in qualsiasi ambiente e situazione.

### Atlantidesi
- Principessa Kidagakash "Kida" Nedakh detta semplicemente Kida a causa della difficile pronuncia del suo nome ([kiˈdaɡakaʃ]), è la principessa di Atlantide, figlia di Re Kashekim e unica erede della dinastia. Kida è una giovane donna atlantidea in piena forma e piena di spirito, e da bambina fu testimone della grande inondazione che fece sprofondare gran parte della città sul fondo del mare, lasciando basito Milo, visto che in pratica ha 8.800 anni, pur dimostrando esteriormente la stessa età dello studioso. La sua più grande preoccupazione è il destino del suo popolo e della cultura di Atlantide, i quali si stanno lentamente spegnendo. È estremamente agile ed è in grado di arrampicarsi su superfici molto ripide con facilità, oltre ad essere una nuotatrice e lottatrice eccezionale, come dimostrato quando affronta i mercenari dopo il tradimento di Rourke. Queste sue caratteristiche la rendono la perfetta controparte del protagonista maschile, Milo, verso il quale sviluppa dei sentimenti che si palesano a fine film, dopo che gli ha salvato la vita. Così come Milo, anche Kida è ispirata ad un personaggio di Stargate, per la precisione Sha're, in quanto figlia di un re e desiderosa di risollevare e salvare la sua gente da una situazione disperata.
- Re Kashekim Nedakh è il re della mitologica città di Atlantide. Viene ucciso da Rourke, che gli dà un pugno allo stomaco causandogli una grave emorragia interna. Prima di morire, racconta a Milo la storia della città: in passato era prospera e fiorente e il re aveva tentato di sfruttare l'energia del cristallo come arma da guerra. Non riuscendo però a controllare l'energia del cristallo, questa riversò la sua potenza sulla città stessa causando un maremoto che la sommerse quasi del tutto. Ha 25.000 anni.

### Altri
- Preston B. Whitmore è un miliardario, filantropo e praticante di yoga nonché vecchio amico e compagno di studi del nonno di Milo. È colui che ingaggia e finanzia la spedizione alla scoperta di Atlantide, oltre ad assoldare lo stesso Milo. Inoltre è sempre lui a regalargli il Diario del Vecchio Pastore, libro trovato da suo nonno in Islanda, che narra di Atlantide e di come raggiungerla.
- Thaddeus George Thatch era un archeologo ed esploratore, mentore e nonno di Milo. Dopo la morte dei genitori di Milo quando era bambino, lo adottò. Per Milo il nonno fu, a tutti gli effetti, come un padre. Thaddeus trovò in Islanda, insieme a Rourke, il Diario del Vecchio Pastore, e fu sempre lui, per una scommessa, a far organizzare a Whitmore la spedizione verso il continente perduto. Stando alle parole di Rourke, era "un idealista".

## Produzione
Durante la produzione del film, il doppiatore del signor Whitmore avrebbe dovuto essere Lloyd Bridges. L'attore aveva registrato alcune delle sue battute, ma non completò il doppiaggio essendo morto il 10 marzo 1998 per cause naturali. La parte andò in seguito a John Mahoney. Stessa cosa accadde per il re, che doveva essere doppiato da Tim Curry, ma in seguito fu sostituito da Leonard Nimoy.
È l'ultimo lavoro di Jim Varney,il doppiatore originale di Cookie,che morì di cancro ai polmoni nel 10 febbraio 2000 prima che la produzione finisse. Il film è stato dedicato in sua memoria.

## Distribuzione
Il film è stato distribuito nelle sale statunitensi il 15 giugno 2001, mentre in Italia venne distribuito al cinema dal 6 dicembre dello stesso anno.

### Edizioni home video
In America del Nord Atlantis - L'impero perduto fu distribuito in VHS e DVD il 29 gennaio 2002. Il DVD uscì sia in un'edizione a disco singolo che in un'edizione speciale a due dischi con i contenuti extra. Il DVD monodisco ospitò, oltre al film con l'aspect ratio originale in 2.35:1, anche la versione in 1.33:1 (adattata tramite il processo di pan and scan), mentre nell'edizione speciale era visionabile solo nel formato originale cinematografico ed era inclusa anche una traccia inglese opzionale in DTS 5.1 con certificazione THX. Successivamente il film venne distribuito in Blu-ray l'11 giugno 2013 assieme al seguito Atlantis - Il ritorno di Milo in un unico disco.
In Italia il film fu distribuito il 13 marzo 2002 in VHS e DVD: quest'ultima versione uscì inizialmente in un'edizione a disco singolo che conteneva la pellicola con il rapporto d'aspetto in 4:3 pan and scan, usato anche per la VHS edita in contemporanea. Tale decisione da parte della divisione italiana della Buena Vista Home Entertainment scatenò diverse polemiche da parte dei consumatori. A seguito di queste proteste, pochi giorni dopo dall'uscita del DVD monodisco viene annunciata l'uscita di un'edizione a due dischi denominata De Luxe Edition, la quale ospita il film con il formato originale cinematografico in 2.35:1 e vari contenuti extra in un secondo disco, ed è stata effettivamente distribuita il 16 ottobre 2002, mentre la precedente edizione in 4:3 viene ritirata dal mercato. Successivamente questa edizione DVD viene ristampata priva del secondo disco con i contenuti extra in una versione con una nuova copertina distribuita il 4 novembre 2015 e appartenente alla collana Disney I Classici. Inoltre il film è stato distribuito in Blu-ray il 9 aprile 2014, dove però non sono inclusi gli inserti speciali già presenti nella De Luxe Edition edita in DVD.

## Accoglienza

### Incassi
Con un budget di produzione di 120 milioni di dollari, il film ha incassato 84056472 $ in Nord America e 101997253 $ nel resto del mondo, per un totale di 186053725 $.

### Critica
Il film ha ottenuto un'accoglienza tiepida da parte della critica. Sul sito aggregatore di recensioni Rotten Tomatoes detiene un 49% di gradimento, basato su 140 recensioni professionali e con una media di voto del 5.5 su 10. Su Metacritic il film ha un punteggio del 52 su 100, basato sul parere di 29 critici.

## Casi mediatici
All'uscita del film, alcuni spettatori notarono una serie di somiglianze con Nadia - Il mistero della pietra azzurra, serie anime giapponese prodotta dalla Gainax e trasmessa tra il 1990 e 1991; furono trovate analogie in particolare nei design dei personaggi, nell'ambientazione e nella storia. Come notato da spettatori sia in Giappone che negli Stati Uniti, le somiglianze erano abbastanza forti da poter permettere alla Gainax di fare causa alla Disney per plagio, cosa che tuttavia non avvenne. Secondo Yasuhiro Takeda, dipendente di Gainax, essi si sono astenuti dal farlo solo perché la decisione spettava alle società madri NHK e Toho. Un altro dipendente, Hiroyuki Yamaga, rivelò in un'intervista del 2000: «In realtà abbiamo cercato di convincere NHK ad attaccare briga con la Disney, ma anche la rete televisiva nazionale del Giappone non ha avuto il coraggio di scherzare con la Disney e i suoi avvocati […] In realtà lo abbiamo detto ma non li avremmo effettivamente portati in tribunale. Saremmo stati così terrorizzati da ciò che avrebbero fatto loro in cambio che non abbiamo osato».
Sebbene la Disney non abbia mai risposto formalmente a queste accuse, nel maggio 2001 il co-regista Kirk Wise dichiarò su un newsgroup di animazione Disney: «Non ho mai sentito parlare di Nadia fino a quando non è stato menzionato in questo [newsgroup]. Molto tempo dopo aver terminato la produzione, potrei aggiungere». Affermò inoltre che sia Atlantis che Nadia furono ispirati, in parte, al romanzo Ventimila leghe sotto i mari di Jules Verne. Tuttavia, Lee Zion di Anime News Network scrisse: «Ci sono troppe somiglianze non collegate a Ventimila leghe perché l'intera cosa sia una coincidenza». L'intera vicenda è pertanto entrata nella cultura di massa come un convincente caso di plagio. Nel 2018, Reuben Baron di Comic Book Resources ha aggiunto al commento di Zion: «Verne non immaginava specificamente la tecnologia basata sui cristalli magici, qualcosa presente sia nel film Disney che nei due anime simili. L'ispirazione di Verne inoltre non spiega i design sospettosamente simili a quelli di Nadia».
Vari critici notarono anche parallelismi con i film Laputa - Castello nel cielo (1986) di Hayao Miyazaki (le cui opere furono citate da entrambi i registi di Atlantis, Trousdale e Kirk, come fonte d’ispirazione) e Stargate (1994), assieme alla somiglianza tra il suo protagonista Daniel Jackson e Milo Thatch.

## Altri media

### Sequel
Insieme al film, la Disney mise in produzione una serie televisiva animata basata sugli stessi personaggi, intitolata Team Atlantis. La serie vedeva Milo, Kida e il resto della spedizione viaggiare per il mondo a risolvere misteriosi fenomeni soprannaturali, legati alla tecnologia dimenticata di Atlantide. Tra le puntate, era stato progettato anche un crossover con la serie animata Gargoyles - Il risveglio degli eroi. Tuttavia, a causa dello scarso successo al botteghino del film, la serie fu cancellata, e gli unici tre episodi realizzati furono racchiusi in un film direct-to-video intitolato Atlantis - Il ritorno di Milo, distribuito nel 2003.

### Videogiochi
Dal film sono stati tratti tre videogiochi intitolati Atlantis - Alla ricerca del diario, Atlantis - La prova del fuoco (entrambi sparatutto in prima persona sviluppati da Zombie Studios), e Atlantis - L'impero perduto (gioco d'azione sviluppato da Eurocom). Il primo è un prequel del film con protagonista il nonno di Milo, Thaddeus Thatch, alla ricerca del Diario del Vecchio Pastore; la scena iniziale del gioco, che mostra una spedizione vichinga attaccata dal Leviatano, in origine doveva essere la scena iniziale del film, che fu poi sostituita da quella attuale.

### Remake live-action
Nel luglio 2019, la Walt Disney Pictures ha avviato lo sviluppo di un adattamento live-action di Atlantis - L'impero perduto, e nel maggio 2020 il remake di Atlantis è entrato in fase di sviluppo iniziale.